# Вкус виски
Вку́с ви́ски относится к комбинированному эффекту вкуса и аромата. Поскольку в обонятельной системе гораздо больше ароматических рецепторов, чем вкусовых на языке, очень многое зависит именно от ароматов.
Единого описания вкуса виски не существует. Всё в процессе производства, от типа зерна до длительности выдержки и используемых бочек, влияет на конечный вкус. Некоторые из профилей, которые может иметь виски, включают дымный, фруктовый, ореховый и шоколадный. Несмотря ни на что, вкус всё же будет похож на алкоголь из-за высокого содержания спирта.

## Описание
Параметры, влияющие на вкус свежеприготовленного спирта: выбор сырья, подготовка промывки, дрожжи, условия брожения и дистилляция.
Новый спирт может дать представление о потенциальном качестве конечного продукта, а также о необходимом времени созревания. В производстве шотландского виски новые спирты часто продаются до созревания, при этом органолептические характеристики свежего виски являются основным фактором, определяющим качество.
Вкусы, которые получают новые спирты, значительно различаются в зависимости от исходных параметров. Однако некоторые дескрипторы вкуса, обычно ассоциируемые с новыми спиртными напитками: «мыльный», «заплесневелый», «затхлый», «прогорклый», «сернистый» — являются нежелательными. А такие как: «сладкие» и «фруктовые» — считаются желательными.
После дистилляции новый спирт выдерживается, как правило, в дубовых бочках. Этот процесс длится от 3 до 30 и более лет. Спирт, созревающий в каждой отдельной бочке, приобретет уникальные свойства. Целью созревания является трансформация «незрелого», бесцветного, нового спирта в привлекательный для потребителей виски. Задача «мастера купажа» — оценить уникальный профиль каждой бочки и решить, что и когда смешивать для достижения фирменного вкуса дистиллерий.
Созревание — самая важная фаза в окончательном вкусовом профиле виски, и именно на этом этапе виски приобретает свой цвет. На данный момент процесс созревания виски представляет собой сложный комплекс знаний и навыков специалистов дистиллерии.

## Бочки для созревания виски
Дуб обладает несколькими физическими характеристиками, которые делают его желательным для содержания, хранения и созревания виски, а именно: высокая пористость, прочность, долговечность и гибкость. Структура обеспечивает низкую скорость окисления его содержимого и придает спирту характерные органолептические качества.
В широком смысле древесина состоит из двух соответствующих фракций: заболони и сердцевины. Сердцевина - это часть, которую бондари предпочитают из-за ее дополнительной твердости и аромата. Эти две части древесины разделены шаровидными структурами, называемыми тилозами; которые блокируют проводящие сосуды, идущие от заболони к сердцевине, снижая проницаемость пиломатериала при изготовлении клепки (отдельных продольных сегментов, составляющих бочку). Тилозы являются одним из основных ограничивающих факторов при выборе подходящей древесины для бондарного производства, поскольку они встречаются только у 20 разновидностей белого дуба.
Сердцевина состоит из трех основных компонентов: целлюлозы, гемицеллюлозы и лигнина. Все это полимерные структуры, из которых состоят клеточные стенки, при этом лигнин составляет большую часть межклеточного пространства. В совокупности эти три компонента составляют примерно 90% сердцевины древесины, а остальные являются «экстрактивными веществами» (эфирными маслами и кислотами, сахарами, дубильными веществами, пигментами); в основном в форме эллагитаннинов и других летучих соединений, которые со временем могут диффундировать в созревающий спирт. Все эти компоненты играют весомую роль в развитии вкуса виски.

##### Американское и европейское строение бочек
Существует два известных метода изготовления бочек: американский и европейский. Основные отличия заключаются в том, как клепки вырезаются, сушатся, обрабатываются и собираются. Европейский метод предполагает сушку древесины на воздухе и в результате занимает значительно больше времени; в сроки от нескольких месяцев до нескольких лет. Напротив, американский метод обычно занимает всего пару месяцев. При таком методе печи используются для основной части сушки. После сушки клепкам придают форму, собирают в бочку; при этом качество и долговечность во многом определяются используемой техникой.
Под  «обработкой» бочки имеется в виду либо обугливание, либо прожаривание внутри неё. Европейские бондари «поджаривают» внутреннюю часть бочки, доводя клепки до температуры около 200 °C в течение 20 минут или дольше, в зависимости от необходимой степени поджаривания; легкие, средние или тяжелые степени. Американцы пропаривают бочку при температуре примерно 95 °C в течение 10–20 минут, чтобы смягчить древесные волокна и придать им форму. Затем бондари «обугливают» ещё влажную древесину, подвергая внутреннюю часть воздействию пламени при температуре 230–260 °C в течение 15 минут. Это важный шаг, независимо от того, поджариваются ли они или обугливаются, поскольку он оказывает значительное влияние на химический состав дуба, так как он карбонизирует структурные соединения посредством пиролиза.
Созревание предназначено для улучшения качества спирта за счёт: аддитивных (экстракция древесных соединений), субтрактивных (адсорбция на слое угля) и интерактивных реакций. Величина и скорость изменения зависят от типа бочки и технологических факторов. 10 % «свободных» экстрактивных веществ в составе сердцевины оказывает большое влияние на созревание и варьируется в зависимости от породы дуба, метода обработки, количества и типа предшествующего созревания.
Выбор бочки зависит от соответствия факторов ожидаемому вкусовому результату:
- Европейский дуб даёт возможность производить виски с более высоким уровнем цвета и экстрактивных веществ; с выраженными ванильными, фруктовыми и сладкими качествами.
- Поджаренные бочки дают более высокий уровень цвета и экстрактивных веществ, чем обугленные бочки; так как большая часть этих соединений теряется из-за карбонизации и улетучивания в процессе обугливания.
- Поджаривание является обычной обработкой винных бочек, поэтому, если в процессе производства используют винную бочку, то со значительной степенью вероятности, получают более высокий уровень экстрактивных веществ и цвета, которые будут усугубляться переносом остаточных компонентов вина.
- Использование свежей обожженной бочки придаст напитку «древесные», «ванильные», «кокосовые» и «смолистые» качества. Обычно они заметны и могут фактически маскировать многие дистилляты с более тонким характером. Обугленный слой действует как слой активированного угля и физически поглощает многие сернистые соединения из спирта.

Традиционно выбор сводился к доступности, как это обычно наблюдается в индустрии шотландского виски; или законодательные ограничения, как в США. Американские производители виски, по закону были обязаны использовать «новые» бочки для каждой выдержки спирта, что, являлось попыткой сохранить бондарные заводы.
Это напрямую повлияло на выбор бочек производителя шотландского виски. Поскольку американским дистилляторам, по сути, приходилось утилизировать бочки после их первого использования, это создало недорогие поставки бывших в употреблении бочек из-под виски для производителей шотландского виски. По этой причине, а также из-за аналогичных поставок из испанских винных погребов для хереса, выбор бочек для созревания шотландского виски обычно ограничивается бочками из-под бурбона и из-под хереса. Тем не менее, винокурни все чаще экспериментируют с бочками из новых источников для получения новых вкусовых профилей (например, бочки из-под французского вина, бочки из-под венгерского вина).

## Формирование вкуса в процессе созревания виски
Созревание обеспечивает улучшение качества вкуса за счет развития мягких или зрелых характеристик древесины; и утрата незрелых свойств свежеприготовленного спирта («травянистый», «кислый», «маслянистый», «сернистый»). Существует широкий спектр вкусов, которые развиваются: «ванильный», «пряный», «цветочный», «древесный», «дубовый», «гладкий» и «сладкий».
Созревание включает в себя 3 отдельные категории химических и физических взаимодействий, действующих в синергии:
- добавка (экстракция древесных соединений и остатков предыдущего содержания);
- субтрактивные (испарение, адсорбция на слое угля, изменение раствора, влияющее на высвобождение ароматических соединений);
- интерактивные реакции (образование ацеталей, окисление, этерификация)[1]

##### Аддитивные реакции
В аддитивных реакциях участвуют три основные группы «экстрактивных веществ»:
- диффузия тех соединений, которые остались в древесине от ее предыдущего содержимого (херес, бурбон, вино);
- диффузия тех летучих соединений из сердцевины, которые являются «свободными»;
- те, которые происходят из структурных компонентов древесины, получаемых в результате термической обработки (например, продукты разложения лигнина, продукты реакции Майяра) и, в меньшей степени, в результате этанолиза и окисления.

Дубовые лактоны придают спирту характерную «дубовость». Напротив, продукты разложения лигнина (например, ванилин) попадают в спирт при созревании главным образом в результате термической обработки и в меньшей степени в результате окисления, гидролиза и этанолиза. Эти соединения обычно придают напитку «ванильные», «цветочные», «пряные» и «мягкие» характеристики.
Древесина европейского дуба содержит больше экстрактивных веществ, однако американский дуб придает спирту больше аромата. Причины этого частично связаны с более низким порогом аромата изомера цис-дуб-лактон; с американским дубом, имеющим более высокие уровни указанного изомера, чем европейские аналоги.

##### Субтрактивные реакции
Вторая категория реакции, субтрактивная, обычно изменяет характер нового продукта за счет потери или подавления ароматических соединений с участием:
- физические реакции:
  - испарение низкокипящих соединений через древесину;
  - абсорбция соединений на древесину и обугленный слой бочки;
- химические реакции, которые приводят к изменению летучести некоторых ключевых ароматических соединений

Как правило, физические реакции помогают устранить многие «незрелые» качества свежедистиллированного спирта, такие как испарение и абсорбция соединений серы на обугленный слой; а вместе с ними и «сернистые», «овощные» и «гнилые» качества. Помимо потери определенных вкусовых соединений, потеря при испарении также приведет к потере спирта и части жидкости. В Шотландии, поскольку окружающий воздух достаточно влажный, алкоголь испаряется в значительной степени — это называют «долей ангела». Данный процесс изменяет не только концентрацию спирта в бочке, но и органолептические качества самого спирта; потому как, некоторые соединения более растворимы в спирте, чем другие, и это неизбежно приводит к изменению баланса некоторых химических равновесий (свободных альдегидов и ацеталей).

##### Интерактивные реакции
Интерактивные реакции, происходящие во время созревания, являются наиболее сложными и могут оказать наибольшее влияние на окончательный характер напитка:
- вначале этанол окисляется до ацетальдегида и уксусной кислоты, что вызывает падение уровня рН; влияя на состояние ионизации и, следовательно, на летучесть некоторых соединений;
- некоторые желательные «фруктовые» эфиры теряются, и создаются более общие эфиры из свободных кислот и этанолов;
- снижение содержания свободных кислот помогает уменьшить «кислое» качество спирта;
- образуются альдегиды и ацетали, которые придают желаемое «фруктовое» качество;
- танины дуба окисляются, тем самым придавая больше «ванильного» качества.

Выдержка — очень динамичный процесс, требующий большого количества опыта, знаний и умений. Правильный результат в конечном итоге зависит от многих факторов.

## Ваниль во вкусе
Ванилин присутствует в «свободных» экстрактивных веществах сердцевины дуба, но в небольшом количестве. Основным источником является термическая обработка во время бондарной обработки бочек; в частности, это один из продуктов деградации лигнина. В то время как свободные экстрактивные вещества в древесине никогда не могут быть восполнены, последующая термическая обработка высвобождает больше ванилиновых соединений из лигнина; и поэтому эти термические обработки рассматриваются как «регенеративные».
Помимо термической обработки, меньшее количество ванилина и сиреневого альдегида образуется путем окисления и этанолиза в процессе созревания.